# Type 98 Ta-Se
Il Type 98 Ta-Se è stato un semovente antiaereo sperimentale costruito dall'Impero giapponese durante la seconda guerra mondiale. Armato con uno o due cannoni contraerei da 20 mm a seconda della versione, rappresentava il tentativo di incrementare la difesa antiaerea di colonne in movimento contro attacchi condotti da velivoli a bassa quota.
Lo sviluppo pratico di un simile cannone semovente ebbe inizio nel 1941 e nel mese di novembre fu pronto un prototipo: i progettisti utilizzarono lo scafo del carro armato leggero Type 98 Ke-Ni, ancora in fase di preproduzione, come base semovente per installarvi un singolo cannone antiaereo da 20 mm derivato dal cannone automatico Type 98 pari calibro. L'impostazione però non riscosse successo perché lo scafo del carro mal si adattava all'arma e non offriva una salda base d'appoggio; inoltre i serventi operavano il pezzo senza alcuna protezione. In seguito venne tentata una nuova configurazione, sistemando due cannoni Type 2 da 20 mm protetti davanti e sui lati da una scudatura, che offriva limitato riparo ai serventi: il complesso fu posto su una piattaforma leggermente rialzata per essere brandeggiabile a 360°. Entrambe le varianti così ottenute furono denominate "Type 98 Ta-Se", denominazione le cui sillabe erano l'accorciamento dell'espressione giapponese Taikū Sensha ovvero "carro armato antiaereo"; "Type 98" era invece ripreso dal modello di carro armato usato, il cui sviluppo era iniziato nel 1938 che nel calendario imperiale giapponese coincideva con il 2598.
Il mezzo rimase unico nel suo genere. In un primo momento fu pianificato di costruirne la versione armata con l'impianto binato a partire dal 1944, ma ogni ulteriore sviluppo fu bloccato durante il 1943.